# 梁嘉欣
梁嘉欣 （英語：Janet Liang，1987年1月6日—2012年9月12日）美国华人社会运动，鼓励少数族裔加入国家骨髓捐赠。

## 生平
1987年出生于檀香山，1998年搬迁至加利福尼亚州，2005年毕业于阿马多尔谷高中，2009年毕业于加利福尼亚大学洛杉矶分校，同年被诊断出患有急性淋巴性白血病，之后她成立一个非盈利机构，旨在鼓励少数族裔捐赠骨髓。通过社交媒体传播，扩散至美国以外的华人社区。该组织有超过2万名骨髓捐赠志愿者，其中18位检测出适合配对。2012年荣获普莱森顿 (加利福尼亚州)社区奖励。